# ترس روح را می‌خورد
ترس روح را می‌خورد (آلمانی: Angst essen Seele auf) فیلمی در ژانر درام و رمانتیک به کارگردانی راینر ورنر فاسبیندر است که در سال ۱۹۷۴ منتشر شد. از بازیگران آن می‌توان به باربارا ولنتین و راینر ورنر فاسبیندر اشاره کرد.